# Taman Mayura
Taman Mayura är en park i Indonesien.   Den ligger i provinsen Nusa Tenggara Barat, i den sydvästra delen av landet, 1 100 km öster om huvudstaden Jakarta. Taman Mayura ligger 36 meter över havet. Den ligger på ön Lombok Island.
Terrängen runt Taman Mayura är platt åt sydväst, men åt nordost är den kuperad.Runt Taman Mayura är det mycket tätbefolkat, med 2 261 invånare per kvadratkilometer. Närmaste större samhälle är Mataram, 1,8 km väster om Taman Mayura. Runt Taman Mayura är det i huvudsak tätbebyggt.